# Nikitin NW-2
Die Nikitin NW-2 (russisch Никитин НВ-2) war ein einsitziges Schulflugzeug in Tiefdeckerbauweise, das durch den sowjetischen Konstrukteur Wassili Nikitin entworfen und 1935 mit Mitteln der OSSOAWIACHIM bei der Moskauer MAI  (OKB-30) gebaut wurde. Diese Maschine besaß, wie alle daraus abgeleiteten Versionen, sehr gute Flugeigenschaften und wurde erfolgreich erprobt. Aufgrund der ausgezeichneten Testergebnisse sollen insgesamt bis zu 150 Maschinen dieses Typs und dessen Varianten gebaut worden sein.

## Geschichte
W. W. Nikitin und seine Mitarbeiter entwickelten das Flugzeug NW-1 in der Zeit von 1935 bis 1939 stets weiter, um ein für die sowjetischen Luftstreitkräfte vollwertiges Schul- und Ausbildungsjagdflugzeug zur Verfügung zu stellen. So entstanden im Laufe dieser Zeit drei verbesserte Varianten. Es waren die Typen NW-2, NW-2bis und die NW-2bis/MG-31 (auch als UTI-5 bezeichnet). Durch die ständige Verbesserung der Konstruktion und die Nutzung verschiedener Flugmotoren war es dem Kollektiv um W. W. Nikitin gelungen, letztendlich ein Flugzeug zu entwickeln, das in den Flugleistungen der von N. N. Polikarpow gebauten ersten Serie der I-16 ebenbürtig, wenn nicht sogar überlegen war. Auch im Aussehen war sie der I-16 sehr ähnlich. Im Vergleich zu ihrem Vorgängermuster stellt die NW-2 in Bezug auf ihre Gesamtkonzeption einen großen Fortschritt in der Entwicklung von Schulflugzeugen dar. Wegen mangelnder Produktionskapazitäten konnte sie jedoch keinen festen Platz in den Ausbildungseinheiten der sowjetischen Luftstreitkräfte finden.

## Konstruktion

### NW-2
Die Nikitin NW-2 war eine direkte Weiterentwicklung der NW-1. Die Grundkonzeption war eine Tiefdeckerkonstruktion in Gemischtbauweise ohne Abstrebung der Tragflächen zum Rumpf. Der Rumpf  wurde, wie bei allen nachfolgenden Mustern in Monocoque-Bauweise (Schalenrumpf) zusammengebaut. Durch die Verlängerung des Rumpfes um 1,90 Meter war sie schwerer als die NW-1. Aufgrund der Tatsache, dass derselbe Motor Verwendung fand, konnten die Leistungen nicht verbessert werden. Trotz des verlängerten Rumpfes stieg die Leermasse nur unwesentlich um 35 Kilogramm. Die Flugmasse erhöhte sich bei diesem Entwurf aber beträchtlich, da jetzt bis zu 250 Kilogramm Kraftstoff mitgeführt werden konnten und somit die Flugdauer und die Reichweite verbessert wurden.  Die Flügelfläche vergrößerte sich um fast ein Drittel und wurde in ihrer Form überarbeitet. Das Cockpit des Piloten wurde einige Zentimeter nach vorn gezogen und befand sich jetzt über der Mitte der Tragflächenwurzeln. Somit bekam der Pilot eine bessere Sicht nach unten. Das war vor allem bei Landevorgängen sehr wichtig. Das Fassungsvermögen der Kraftstofftanks wurde um mehr als das Dreifache erhöht. Das gefederte Fahrwerk konnte nach hinten in zwei spezielle Fahrwerksverkleidungen unterhalb einer jeden Tragfläche eingefahren werden. Dabei blieb das Rad in seiner aufrechten Position (in Fahrtrichtung gesehen) und wurde nicht wie bei vielen späteren Flugzeugtypen seitwärts in den Rumpf gefahren. Die NW-2 wurde auch teilweise mit geschlossener Kabine geflogen. Der 5-Zylinder-Schwezow-Sternmotor war mit einer NACA-Haube verkleidet.

### NW-2bis
Die Nikitin NW-2bis sollte als Folgevariante bessere Flugleistungen erreichen. Sie wurde mit einem 65 PS mehr leistenden MG-11-Motor ausgestattet. Die Flugmasse erhöhte sich zwar bei der Installation des Motors um 50 Kilogramm, aber die Höchstgeschwindigkeit wurde um 30 km/h gesteigert. Die Maschine absolvierte 1938 erfolgreich  die staatlichen Tests. Die sowjetischen Luftstreitkräfte bestellten zehn Maschinen, deren Bau aber wegen der Produktion der Jakowlew UT-2 im OKB 30 zurückgestellt und schließlich nicht realisiert wurde.

### NW-2bis/MG-31 (UTI-5)
Eine weitere Verbesserung erfuhr das Flugzeug durch den Einbau eines Motors vom Typ MG-31, der fast die doppelte Leistung wie der MG-11 erbrachte. Um die Aufnahme dieses leistungsstärkeren Motors zu gewährleisten, wurde die NW-2bis-Zelle im vorderen Bereich verstärkt. Die Bezeichnung dieser Variante lautete NW-2bis/MG-31, sie wurde aber zur Vereinfachung als UTI-5 geführt (nicht zu verwechseln mit der zweisitzigen La-5-Variante von S. A. Lawotschkin, die bei den Luftstreitkräften auch als UTI-5 bezeichnet wurde). Dieses Flugzeug wurde von mehr als 40 Piloten des Forschungsinstitutes der Luftstreitkräfte (GWF) und der Ossoawiachim geflogen; alle bestätigten die hervorragenden Leistungen dieses Typs, nachdem die Tests 1939 erfolgreich abgeschlossen waren. Insgesamt wurden 20 Maschinen in Auftrag gegeben, aber aus Mangel an Produktionskapazitäten nicht gebaut.

## Verwendung
Schul- und Übungsjagdflugzeug

## Technische Daten
| Kenngröße             | NW-2                                | NW-2bis                             | NW-2bis / MG-31 (UTI-5)      |
| --------------------- | ----------------------------------- | ----------------------------------- | ---------------------------- |
| Besatzung             | 1                                   | 1                                   | 1                            |
| Länge                 | 6,15 m                              | 6,15 m                              | 6,30 m                       |
| Spannweite            | 8,60 m                              | 8,00 m                              | 8,00 m                       |
| Flügelfläche          | 11,00 m²                            | 11,00 m²                            | 11,00 m²                     |
| Nutzlast              | 365 kg                              | 365 kg                              | 390 kg                       |
| Leermasse             | 385 kg                              | 435 kg                              | 560 kg                       |
| Startmasse            | 750 kg                              | 800 kg                              | 950 kg                       |
| Flächenbelastung      | 68 kg/m²                            | 72,7 kg/m²                          | 86 kg/m²                     |
| Landegeschwindigkeit  | 75 km/h                             | 75 km/h                             | 75 km/h                      |
| Höchstgeschwindigkeit | 230 km/h                            | 260 km/h                            | 350 km/h                     |
| Dienstgipfelhöhe      | 5800–6100 m                         | 7000 m                              | 8000 m                       |
| Reichweite            | 780 km                              |                                     | 780 km                       |
| Flugdauer             | 10 h (?)                            | 7 h (?)                             | 4,5 h                        |
| Triebwerk             | 5-Zylinder-Sternmotor Schwezow M-11 | 5-Zylinder-Sternmotor Schwezow M-11 | Sternmotor MG-31             |
| Leistung              | 100 PS                              | 165 PS                              | 300 PS                       |
| Bewaffnung            | –                                   | –                                   | 1 × SchKAS-MG mit 250 Schuss |